# Zhenyuanopterus
Zhenyuanopterus is een geslacht van uitgestorven pterosauriërs, behorend tot de groep van de Pterodactyloidea, dat leefde tijdens het Vroeg-Krijt in het gebied van het huidige China.

## Naamgeving en vondst
De typesoort Zhenyuanopterus longirostris is in 2010 benoemd en beschreven door Lü Junchang. De geslachtsnaam verwijst naar Sun Zhenyuan, de vroegere eigenaar van het fossiel, die het ter beschikking van de wetenschap heeft gesteld en verbindt dit met een gelatiniseerd Klassiek Grieks pteron, 'vleugel'. De soortaanduiding betekent 'met lange snuit' in het Latijn.
Het fossiel, holotype GLGMV 0001, is bij het dorp Chiaomidianzi gevonden in lagen van de Yixianformatie (Jehol-groep) in de provincie Liaoning  Het bestaat uit een vrijwel compleet en in verband liggend maar platgedrukt skelet op een enkele steenplaat.

## Beschrijving
Zhenyuanopterus is een vrij grote pterosauriër. De vleugelspanwijdte is geschat op ruwweg vier meter.
De beschrijvers wisten enkele onderscheidende kenmerken vast te stellen. Het aantal tanden in de bovenkaken en onderkaken is ongeveer hetzelfde, namelijk zesentachtig. De langste tanden zijn tien maal langer dan de kortste. De lengte van de ruggenwervels en sacrale wervels samen is minder dan de helft van de schedellengte. het opperarmbeen heeft 91% van de lengte van het vierde middenhandsbeen. Het derde kootje van de vierde vinger, het opperarmbeen en het dijbeen zijn ongeveer gelijk in lengte. De voeten zijn uitzonderlijk klein.
De schedel is extreem langgerekt met een lengte van 54,5 centimeter. De achterkant, waarvan het quadratum 120° naar achteren helt, is enigszins verhoogd en loopt naar voren toe met een lichte bolling naar beneden tot voorbij de relatief grote schedelopening, de fenestra nasoantorbitalis die met vijftien centimeter lengte ruim een kwart van de schedellengte uitmaakt. De lijn van de snuit is echter hol en de schedel wordt zo vooraan zelfs hoger dan middenin. Op het achterhoofd bevindt zich een kleine puntvormige beenkam. Boven het voorste gedeelte van de fenestra nasoantorbitalis bevindt zich een lage langwerpige tweede kam met een rechte bovenzijde en holle voor- en achterkanten zodat een licht verhoogde bijlvormige structuur ontstaat. De oogkas heeft de vorm van een omgekeerde driehoek en bevatte een scleraalring met een doorsnede van twee centimeter. Het voorhoofdsbeen is in zijaanzicht driehoekig. Het neusbeen is slank en zeer lang. Het traanbeen wordt doorboord door een rond foramen.
De onderkaken, met een lengte van 49,5 centimeter, zijn ook plat maar bijna even hoog als de schedel zodat de kop als geheel, ondanks zijn langwerpige vorm, een tamelijk robuuste indruk maakt. Hun samengroeiing vooraan, de symphysis mandibulae, heeft een lengte van 27,8 centimeter en is vooraan wat naar onderen verbreed. De kaaklijn is licht golvend met het hoogste punt beneden de middenkam. De tanden zijn smal met een vrij constante breedte. Ze zijn tamelijk recht waarbij ze iets naar achteren krommen. De tandenrij begint achteraan, op 40% van de lengte, onder het achterste gedeelte van de fenestra nasoantorbitalis met zeer kleine tanden, vijf millimeter lang, die naar voren toe geleidelijk in grootte toenemen totdat de voorste die tot aan de snuitpunt groeien, met vijf centimeter ongeveer tienmaal de lengte van de achterste hebben bereikt; de allerlangste zijn de derde en vijfde tand in de onderkaak. De voorste tanden zijn slanker van bouw en scherper gepunt; ze staan rechter in de kaken; de achterste hellen 10° naar achteren. De tandenrij telt ongeveer 43 tanden, wat een totaal oplevert van 172 voor de hele kop. De tanden van boven- en onderkaken grijpen perfect in elkaar; als de bek gesloten is steken de punten nog iets boven en onder de kop uit.
De nek is vrij kort met stevige halswervels waarvan de vijfde de langste is. Ze dragen hoge doornuitsteeksels. De romp is normaal gebouwd voor een pterodactyloïde maar heeft door de uitgerekte kop maar de helft van de lengte van die laatste: 27,5 centimeter. Er zijn twaalf ruggenwervels, waarvan de voorste drie zijn samengesmolten tot een notarium. De zijuitsteeksels van de verdere ruggenwervels zijn breed en plaatvormig. Er zijn vier sacrale wervels. Er zijn dertien staartwervels, waarvan de eerste vier verreweg het langst zijn; de laatste is dun en staafvormig. De staart heeft een lengte van dertien centimeter. De eerste rib is groot en breed.
Het grote borstbeen heeft een rechthoekige vorm en is iets langer dan breed. Het schouderblad is langer dan het ravenbeksbeen, een uitzondering in de Ornithocheiroidea, en is er niet meer vergroeid, een teken dat het dier nog niet volwassen was. Toch is de scapula relatief kort en breed met een vernauwde schacht en een verbreed uiteinde. Het schouderblad heeft ook een duidelijke processus scapularis, een richel aan de onderste zijrand. De vleugels zijn lang maar stevig gebouwd. Het opperarmbeen, 21 centimeter lang, heeft een rechte schacht, een iets verbreed onderste uiteinde en een vrij gladde kop, zonder de grote richel die de meeste ornithocheiriden hebben en zonder een pneumatisch foramen. De deltopectorale kam is driehoekig met een naar boven wijzende punt. De onderarm is met 26 centimeter een derde langer dan de bovenarm. De ellepijp is tweemaal zo breed als het spaakbeen: negentien tegenover tien millimeter. De middenhandsbeenderen zijn met 23 centimeter tamelijk kort, 91% van de lengte van het opperarmbeen. De handklauwen zijn klein. Het pteroïde is recht een scherp met een lengte van 115 millimeter. De vier vingerkootjes van de vleugelvinger nemen naar buiten toe in lengte af met respectievelijk 36, 27,5, 21 en 19 centimeter lengte.
Het bekken is stevig met een lang darmbeen. Het dijbeen is met 21 centimeter iets langer dan het onderbeen; de dijbeenkop staat haaks op de schacht. Het scheenbeen is slank; het kuitbeen aanwezig maar gereduceerd en slecht waarneembaar. Astragalus en calacanuem zijn met het scheenbeen vergroeid. De voeten zijn zeer klein; de middenvoetsbeenderen hebben van I tot en met IV een lengte van slechts 20, 25, 26, 22 en 12 millimeter. De formule van de teenkootjes is 2-3-4-5-0 met het tweede kootje het langste. De teenklauwtjes zijn erg kort met een scherpe punt.

## Fylogenie
Zhenyuanopterus is door Lü geplaatst in de Boreopteridae. Het is de grootste boreopteride die tot nu toe uit de Liaoningvindplaatsen bekend is.

## Levenswijze
Zhenyuanopterus was vermoedelijk een gespecialiseerde viseter. Mark Paul Witton heeft gesuggereerd dat het dier zijn prooi mede al zwemmende ving, op de wijze van rivierdolfijnen. De kleine voeten kunnen een aanpassing zijn om eenvoudiger uit van het wateroppervlak op te stijgen, wat vermoedelijk plaatsvond door zich met de vleugels af te zetten; de zuiging en wrijving vanwege de achterpoten bleven dan beperkt.